# Graziano Ventre
Pour les articles homonymes, voir Ventre (homonymie).
Graziano Ventre, né en 1954, est un astronome amateur italien.
Il est membre du Gruppo Astrofili Brianza (Groupe d'astrophiles de Brianza) qui opère depuis l'observatoire astronomique de Sormano.
Le Centre des planètes mineures le crédite de la découverte de quatre astéroïdes, effectuée entre 1993 et 2000, toutes en collaboration avec d'autres astronomes dont Enrico Colzani, Valter Giuliani, Francesco Manca et Augusto Testa.
L'astéroïde (22500) Grazianoventre a été nommé en son honneur.
| (18426) Maffei         | 18 décembre 1993  |
| (32941) 1995 UY4       | 24 novembre 1995  |
| (37022) Robertovittori | 22 octobre 2000   |
| (79271) Bellagio       | 28 septembre 1995 |